# Cantieri navali di Malta

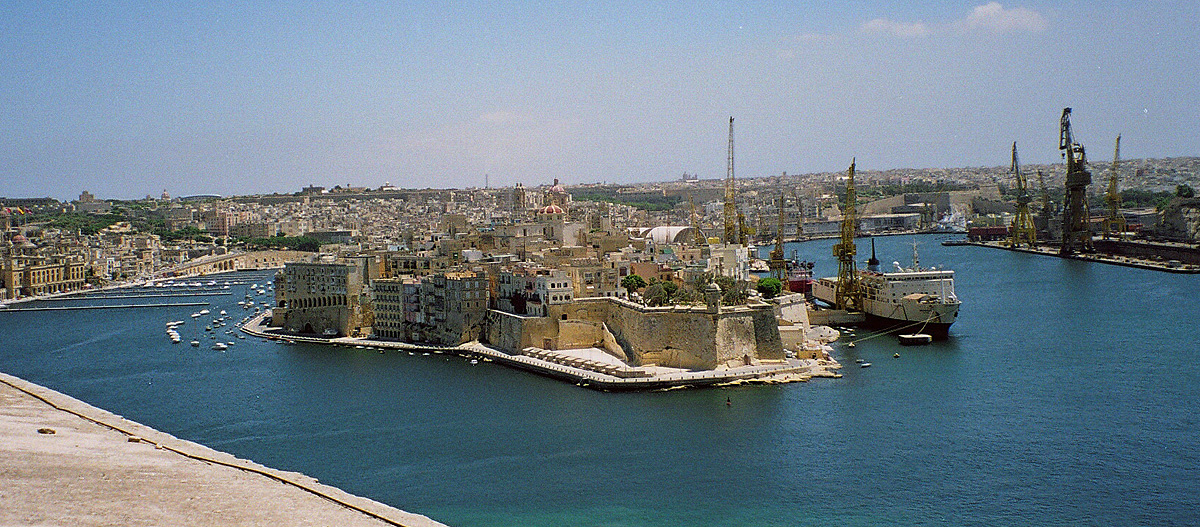
Valletta Harbour: Dockyard Creek (a sinistra) e French Creek (a destra) con la città fortificata di Senglea tra i due

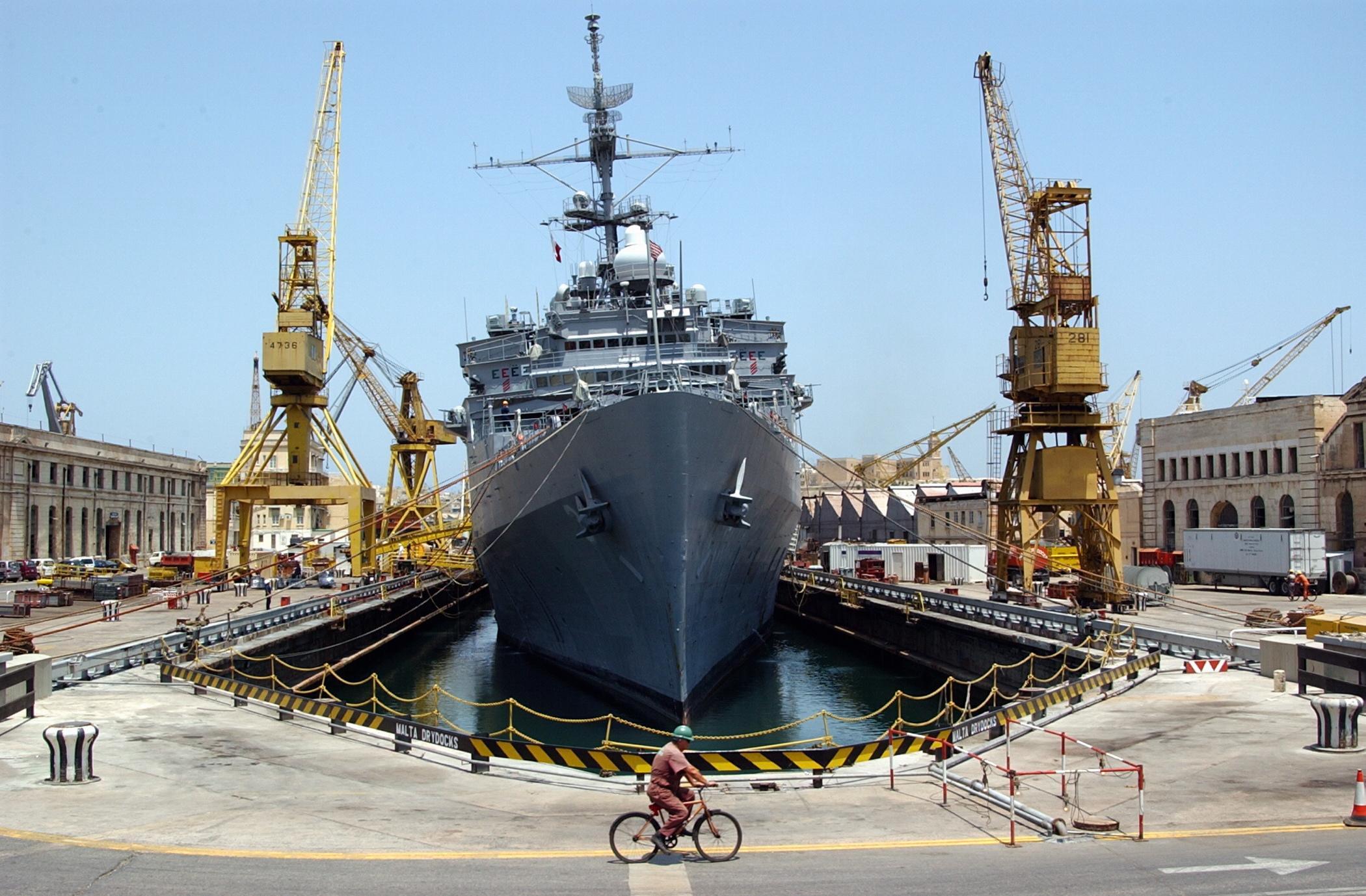
La USS La Salle in riparazione al bacino di carenaggio di Cospicua.

I cantieri navali di Malta (Malta Dockyards, Drydocks) sono stati un'importante base navale nel Grand Harbour di Malta nel Mar Mediterraneo.

## Storia
I Cavalieri di Malta stabilirono strutture portuali all'interno del Grand Harbour per mantenere la loro flotta di galere. Questi furono sparsi tra le città di Senglea, Valletta e Vittoriosa.

### XIX secolo

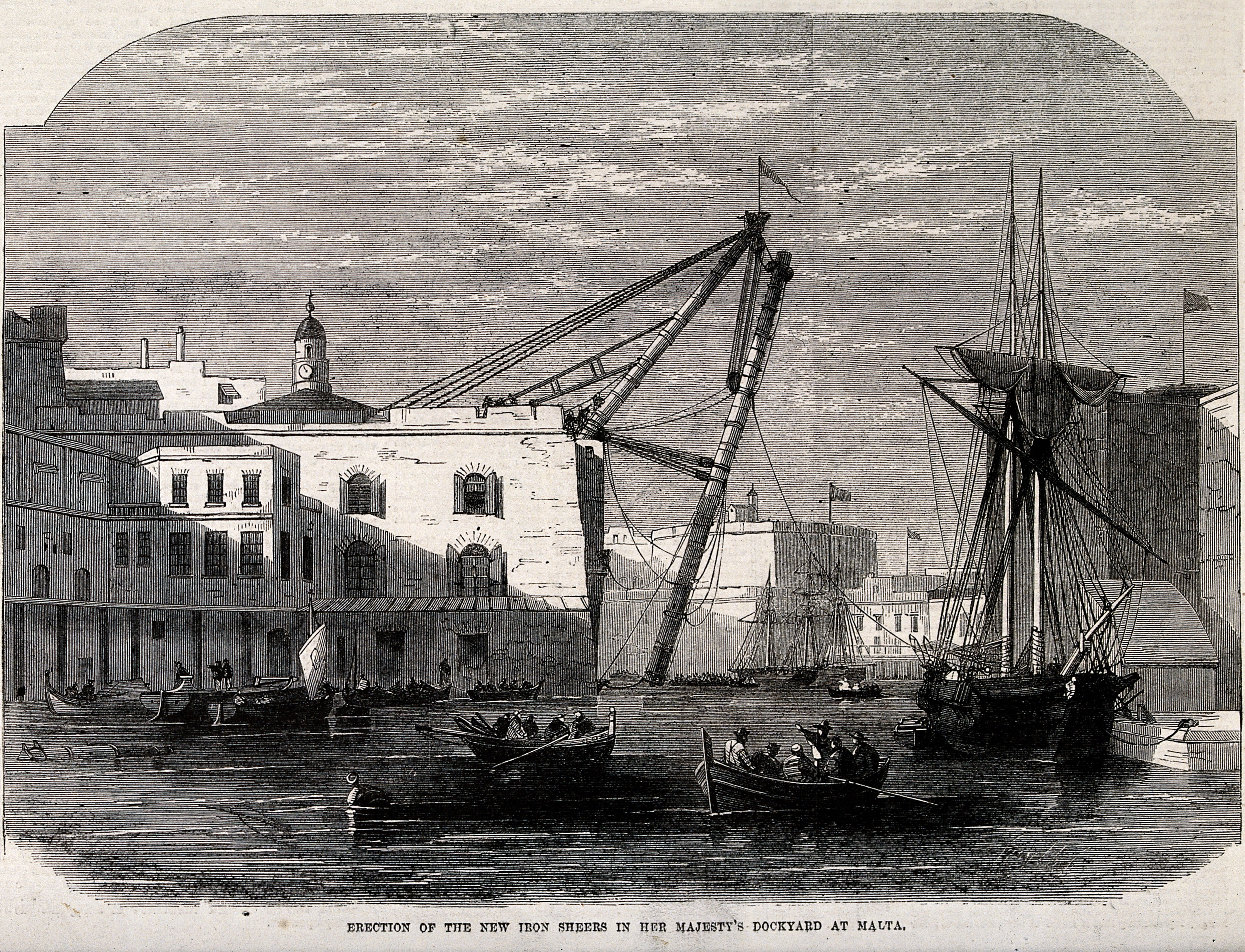
HM Dockyard, Malta, 1865: nuovi telai di ferro in uso

Quando Malta divenne un protettorato britannico nel 1800, queste strutture furono ereditate e gradualmente consolidate dalla Royal Navy. Con la perdita di Minorca, Malta divenne rapidamente la principale base mediterranea della Marina.
Il Royal Navy Dockyard era inizialmente situato intorno a Dockyard Creek, e occupava diversi edifici del cantiere navale precedentemente utilizzati dai Cavalieri di Malta. Nel 1850 le strutture includevano magazzini, una discarica, una piccola fabbrica a vapore, strutture vincenti, alloggi per i funzionari, e in particolare un bacino di carenaggio - il primo per un Royal Dockyard al di fuori della Gran Bretagna. Iniziato nel 1844, il bacino di carenaggio fu aperto nel 1847; dieci anni dopo fu ampliato per formare un doppio bacino (n. 1 e n. 2). Presumibilmente, i blocchi di marmo del Mausoleo di Alicarnasso, una delle sette meraviglie del mondo antico, furono usati per la costruzione di questi moli.
Nella seconda metà del secolo fu ampliata la fabbrica a vapore con le sue officine meccaniche e le sue fonderie. Molto presto, però, fu chiaro che era necessario più spazio di quello che potevano permettersi gli affollati pontili del Dockyard Creek, per accogliere le dimensioni crescenti delle navi e le dimensioni crescenti della flotta che vi risiedeva. Fu presa la decisione di espandersi nell'adiacente French Creek e tra il 1861 e il 1909 vi furono costruiti altri cinque bacini di carenaggio - tre singoli più un doppio - insieme a un assortimento di edifici specializzati per servire la Marina meccanizzata.

### XX secolo

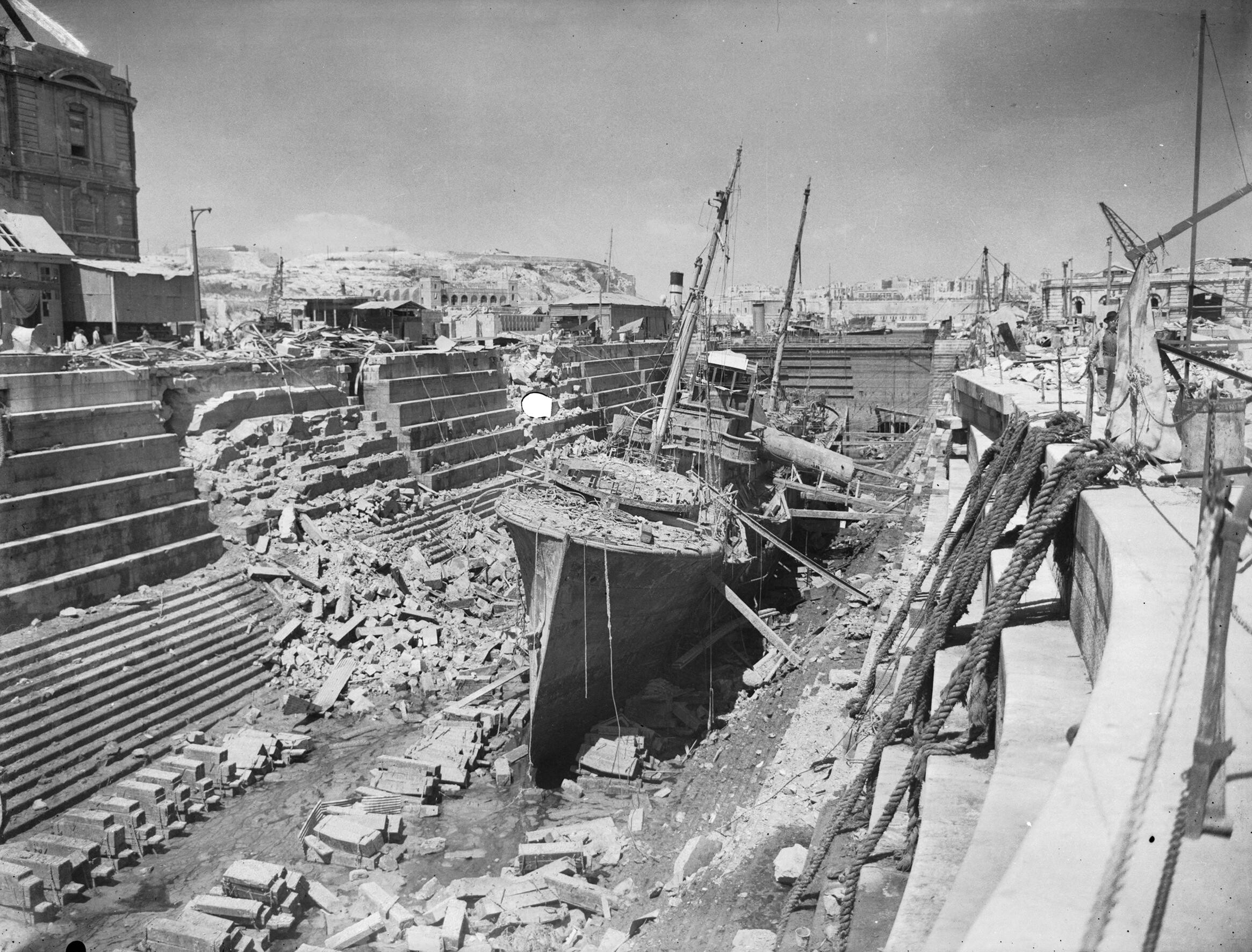
Il peschereccio armato HMS Coral all'interno del bacino di carenaggio n. 3, danneggiato dalle bombe durante la seconda guerra mondiale

I cantieri navali di Malta furono una base di approvvigionamento importante durante la prima e la seconda guerra mondiale. Nel gennaio del 1941 sessanta bombardieri tedeschi portarono un massiccio attacco al cantiere nel tentativo di distruggere la portaerei britannica Illustrious, che tuttavia subì un solo colpo. Incessanti bombardamenti tedeschi e italiani attaccarono Malta fino a marzo, contrastati solo da una manciata di combattenti britannici. Nel mese di aprile 1942, l'ammiraglio di soprintendenza ai cantieri navali riferì che a causa di attacchi aerei tedeschi "praticamente solo le officine sotterranee erano in funzione; tutti i bacini sono state danneggiati, energia elettrica, luce e telefoni erano in gran parte fuori uso."
Il cantiere navale fu consegnato a Baileys, una ditta civile di riparazione di navi, nel 1959. Dopo che Baileys fu espropriata dal governo maltese il cantiere navale fu chiuso come base navale e la Royal Navy si ritirò completamente nel 1979. Il cantiere navale di Navi fu poi autogestito da un consiglio dei lavoratori tra il 1979 e il 1996 per la riparazione di navi civili.

### XXI secolo
Nel 2010, la Malta Shipyards Ltd è stata messa in liquidazione e le sue attività sono state cedute a Palumbo Shipyards. Nel corso della proprietà governativa, il cantiere navale aveva accumulato perdite per 1 miliardo di euro. Nel 2011, Palumbo ha acquisito con un contratto di locazione di 30 anni la vicina struttura "superyacht", che include un bacino di carenaggio con tetto retrattile.

## Amministrazione dei cantieri navali
Il cantiere navale fu inizialmente gestito da un commissario residente del Navy Board dal 1791 fino al 1832 quando tutti i commissari residenti nei cantieri navali furono sostituiti da sovrintendenti. Soprintendente degli ammiragli incluso:

### Commissari residenti
I titolari del posto hanno incluso:
- 1791–1793 Capitano Harry Harmood (titolo detenuto a Gibilterra)
- 1793–1796 Capitano Andrew Sutherland (titolo detenuto a Gibilterra)
- 1801–1803 Capitano John Nicholson Inglefield (co-detenuto titolo a Gibilterra)
- 1803–1805 Capitano Sir Alexander John Ball (titolo detenuto a Gibilterra)
- 1805–1807 Capitano William Brown
- 1808–1811 Capitano William Granville Lobb
- 1811–1812 Capitano Percy Fraser
- 1812-1829 Capitano Joseph Larcom
- 1829–1832 Thomas Briggs (ammiraglio sovrintendente al 1838)

### Ammiragli sovrintendenti
- 1832–1838 contrammiraglio Thomas Briggs
- 1838–1843 contrammiraglio John Louis
- 1843–1848 Contrammiraglio Lucius Curtis
- 1848–1853 Contrammiraglio Edward Harvey
- 1853–1855 contrammiraglio Houston Stewart
- 1855–1858 Contrammiraglio Montagu Stopford
- 1858–1863 contrammiraglio Henry Codrington
- 1863–1864 Contrammiraglio Horatio Austin
- 1864–1868 contrammiraglio Henry Kellett
- 1868–1870 contrammiraglio Edward Fanshawe
- 1870–1872 contrammiraglio Astley Key
- 1872–1876 contrammiraglio Edward Inglefield
- 1876–1878 contrammiraglio Edward Rice
- 1878–1879 contrammiraglio William Luard
- 1879–1882 contrammiraglio John McCrea
- 1882–1885 contrammiraglio William Graham
- 1885–1887 contrammiraglio William Ward
- 1887–1889 contrammiraglio Robert Douglas
- 1889–1892 contrammiraglio Alexander Buller
- 1892–1894 contrammiraglio Richard Tracey
- 1894–1897 Contrammiraglio Richard Duckworth-King
- 1897–1900 contrammiraglio Rodney Lloyd
- 1900–1902 Contrammiraglio Burges Watson
- 1902–1905 Contrammiraglio James Hammet
- 1905–1907 Contrammiraglio Arthur Bromley
- 1907–1910 Contrammiraglio Frederic Fisher
- 1910–1912 Contrammiraglio Ernest Simons
- 1912–1914 Contrammiraglio Sackville Carden
- 1914–1916 Contrammiraglio Arthur Limpus
- 1916–1918 contrammiraglio George Ballard
- 1918–1921 contrammiraglio Brian Barttelot
- 1921–1924 contrammiraglio John Luce
- 1924–1926 contrammiraglio Charles Johnson
- 1926–1928 contrammiraglio Alexander Campbell
- 1928–1931 contrammiraglio Francis Mitchell
- 1931–1934 contrammiraglio Matthew Best

### Ufficiale di bandiera, Malta
- 1934–1937 Vice ammiraglio Sir Wilfred francese
- 1937–1941 Vice ammiraglio Sir Wilbraham Ford (con il titolo di Vice-Ammiraglio in carica, Malta)
- 1941–1942 vice ammiraglio Sir Ralph Leatham
- 1942-1943 Vice ammiraglio Sir Stuart Bonham Carter
- Maggio-ottobre 1943 Vice ammiraglio Arthur Power

### Ufficiale di bandiera, Malta e Mediterraneo centrale
- 1943-1945 Vice ammiraglio Sir Louis Hamilton[17]
- 1945-1946 Vice ammiraglio Sir Frederick Dalrymple-Hamilton

### Ufficiale di bandiera, Malta
- 1946-1948 Contrammiraglio Marcel Kelsey
- 1948–1950 Contrammiraglio Philip Clarke
- 1950-1952 Vice ammiraglio Sir Geoffrey Hawkins
- 1952–1954 Contrammiraglio Jocelyn Salter
- 1954–1957 Contrammiraglio Wilfred Brittain
- 1957-1959 Vice ammiraglio Sir Charles Madden
- 1959–1961 Contrammiraglio Derick Hetherington
- 1961-1963 Contrammiraglio visconte Kelburn

Nota: il posto è rimasto vacante tra il 1963 e il 1967
- 1967–1969 Contrammiraglio Dudley Davenport
- 1969–1971 Contrammiraglio Derrick Kent
- 1971–1973 Contrammiraglio John Templeton-Cotill
- 1973–1975 Contrammiraglio David Loram
- 1975–1979 Contrammiraglio Sir Nigel Cecil